# Sierra Leone Psychiatric Teaching Hospital

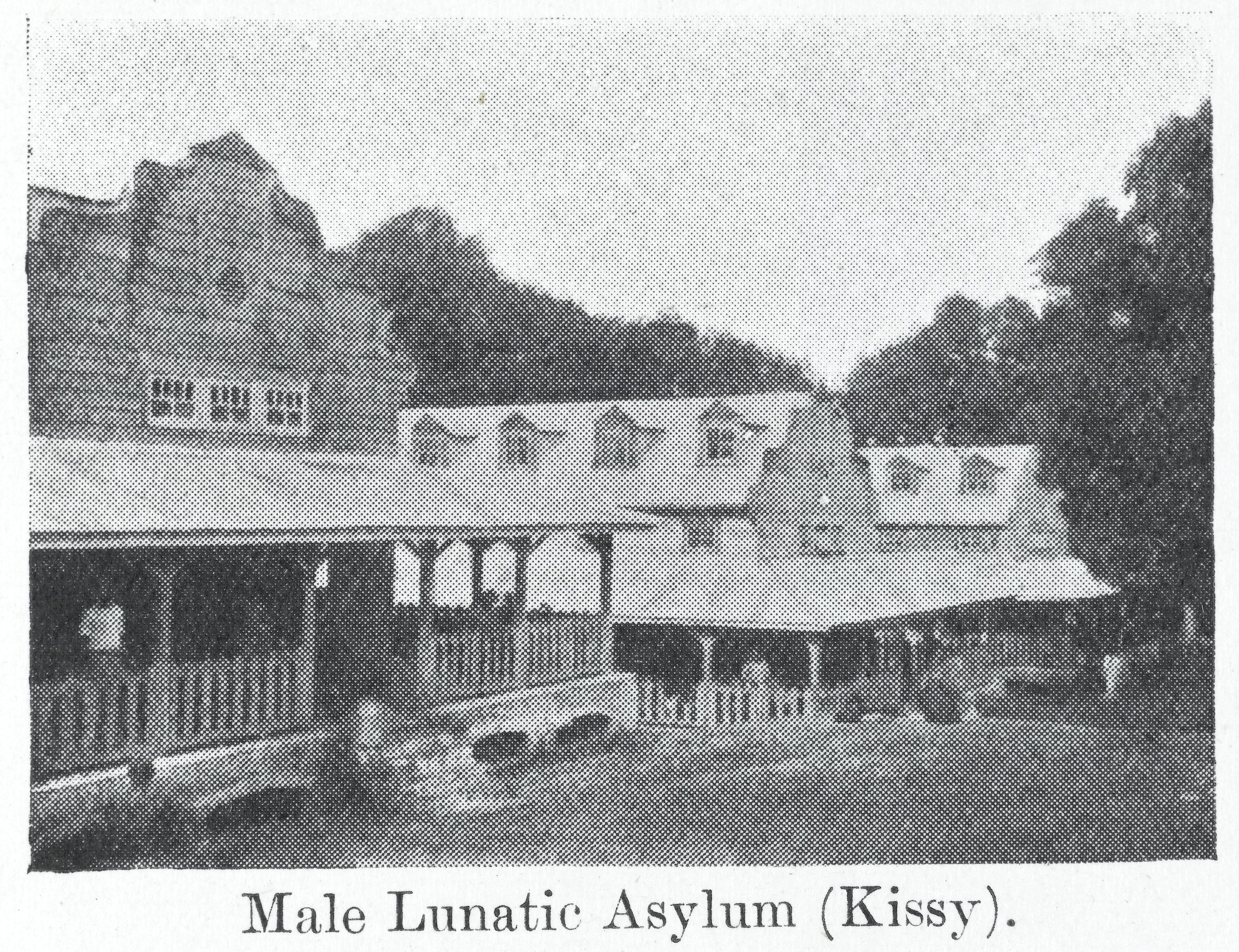
Irrenanstalt für Männer (vor 1919)

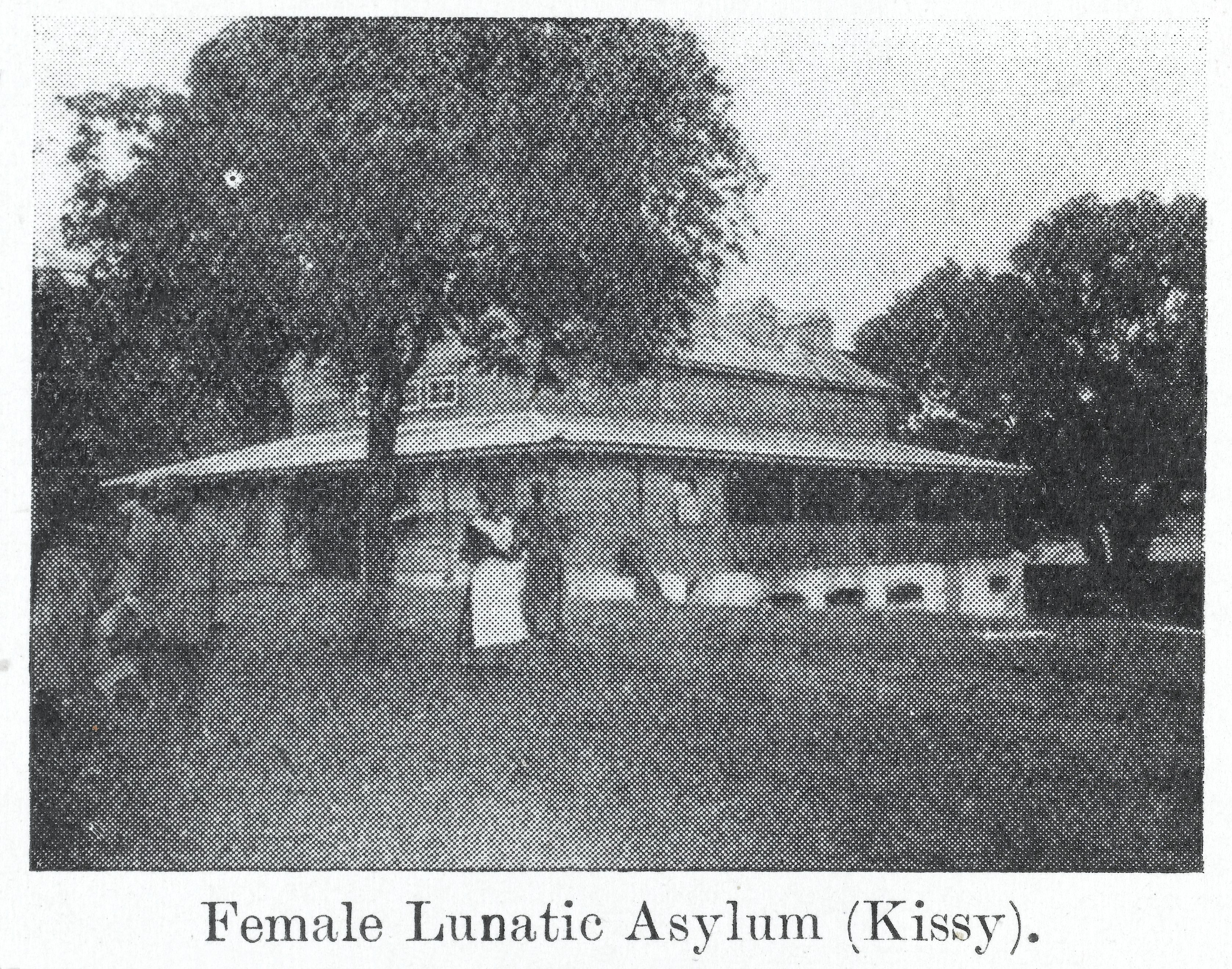
Irrenanstalt für Frauen (vor 1919)

Das Sierra Leone Psychiatric Teaching Hospital (SLPTH; zu Deutsch etwa Psychiatrisches Lehrkrankenhaus Sierra Leones), bis Mitte 2020 Sierra Leone Psychiatric Hospital (Deutsch etwa Psychiatrisches Krankenhaus Sierra Leones) ist das einzige psychiatrische Krankenhaus im westafrikanischen Sierra Leone. Es liegt im Stadtviertel Kissy der Hauptstadt Freetown und gilt als älteste Einrichtung seiner Art in Subsahara-Afrika.
Das Krankenhaus verfügt über 400 Betten (Stand 2011) bzw. 150 Betten (Stand 2016) in 10 Abteilungen. Großen Zulauf erhielt das Krankenhaus wegen des zunehmenden Drogen- und Alkoholmissbrauchs im Bürgerkrieg in Sierra Leone. In diesem Jahr waren aufgrund mangelnder Finanzen lediglich 100 Betten belegt. Der Bedarf im Land wird auf bis zu 550.000 Menschen geschätzt.
Die Einrichtung wird landläufig in Krio als Crase Yard (vgl. Englisch crazy und yard), der Ort für Irre, bezeichnet.
Am 4. Juni 2019 wurde das renovierte und ausgebaute Krankenhaus der Öffentlichkeit übergeben und als Lehrkrankenhaus im Rahmen der medizinischen Ausbildung vorgestellt.

## Hintergrund
Das Sierra Leone Psychiatric Hospital wurde von der Anglikanischen Kirche aufgebaut und anfänglich betrieben. Es hieß seit seiner Gründung 1820, 1827 oder 1847 bis 2006 Kissy Mental Home, Kissy Lunatic Asylum bzw. Kissy Mental Hospital. 2006 wurde die Einrichtung neu ausgerichtet und durch Gelder der Islamischen Entwicklungsbank modernisiert. In den Anfangsjahren wurden auch Patienten aus allen Nachbarstaaten hier behandelt, ehe dort ähnliche Einrichtungen aufgebaut wurden.

## Vorfälle
Das Krankenhaus arbeitet mindestens seit Anfang der 2010er Jahre unter schwierigsten hygienischen und versorgungstechnischen Problemen. Es gibt kaum Nahrungsmittel, kaum geschultes Personal und zahlreiche Patienten seien permanent in Ketten gelegt.
Bis Mitte 2018 wurden allen 111 Patienten die Ketten entfernt und bis September des gleichen Jahres 66 von ihnen entlassen.